# Columbus Short
Columbus Short, właśc. Columbus Keith Short, Jr. (ur. 19 września 1982 w Kansas City) – amerykański choreograf i aktor. Stworzył choreografię do tournée Britney Spears „The Onyx Hotel Tour”, pracował z Brianem Friedmanem z „So You Think You Can Dance”. Znany jest z roli DJ-a z filmu Krok do sławy. Jest laureatem NAACP Image Awards.

## Życiorys

### Dzieciństwo
Short urodził się w Kansas City, w Missouri, w rodzinie, którą on nazywa "muzyczną". Kiedy miał pięć lat, przeprowadził się do Los Angeles i natychmiast zaczął pracę w teatrze młodzieżowym.
Uczęszczał do Marcos De Niza High School w Tempe, AZ, El Segundo High School, jak również Orange County High School of the Arts.

### Kariera
Short zadebiutował jako tancerz w filmie Rewanż, następnie pojawił się w Przyjętym u boku Justina Longa. Zagrał główne role w filmach: W rytmie hip-hopu 2 (obok Izabelli Miko) i Krok do sławy. Dwukrotnie wystąpił w produkcji Disney Channel Original Series „Świat Raven” jako Tre, członek fikcyjnego boysbandu Boyz n' Motion. Oprócz tego zagrał również m.in. w serialach: „Ostry dyżur” i „Potyczki Amy”.
W 2006 wystąpił w „Studio 60 on the Sunset Strip” jako autor show Darius Hawthorne. Był prezenterem na gali NAACP Image Award. W 2007 pojawił się w filmie Te Święta u boku Chrisa Browna i Lauren London. W 2008 wystąpił w filmie Kwarantanna u boku Jaya Hernándeza i Jennifer Carpenter. Zagrał również muzyka Little Waltera w Cadillac Records obok Jeffreya Wrighta i Adriena Brody'ego.

## Filmografia

### Telewizja
- 2005–2006: Świat Raven – Tre
- 2005: Potyczki Amy – Thomas McNab
- 2005: Ostry dyżur – Loose
- 2006: Studio 60 on the Sunset Strip – Darius Hawthorne
- od 2012:Skandal – Harrison Wright

### Film
- 2004–2006: Rewanż – tancerz
- 2005: Wojna Światów – żołnierz
- 2006: Przyjęty – Hands
- 2006: W rytmie hip-hopu 2 – Miles
- 2007: Te Święta – Claude Whitfield
- 2007: Krok do sławy – DJ
- 2008: Kwarantanna – Danny Wilensky
- 2008: Cadillac Records – Little Walter
- 2009: Zamieć – Delfy
- 2009: Opancerzony – Ty Hackett
- 2010: Zgon na pogrzebie – Jeff Barnes
- 2010: The Losers: Drużyna potępionych – Pooch